# 메시에 3
M3(NGC 5272)는 사냥개자리에 있는 구상 성단이다. 1764년 샤를 메시에에 의해 발견되었으며, 윌리엄 허셜이 1784년 재발견하였다. 가장 크고 밝은 성단 중 하나로 중심부에 약 500,000개의 별이 밀집되어 있다. 지구로부터 약 33,900광년 떨어져 있으며, 겉보기등급은 +6.2등급으로 맨눈으로 관측이 가능하다.

## 같이 보기
- 메시에 천체